# Filogeografía
La filogeografía es el estudio de los procesos históricos que podrían ser responsables de las distribuciones geográficas contemporáneas de individuos. Esto se logra teniendo en cuenta la distribución geográfica de los individuos de acuerdo al patrón asociado con una genealogía de genes.
Este término fue introducido para describir las señales genéticas geográficamente estructuradas en y entre las especies. Un enfoque explícito sobre biogeografía/pasado biogeográfico de una especie establece un margen filogeográfico de la genética de poblaciones y filogenia clásicas.
Los eventos pasados que pueden inferirse incluyen la expansión de la población, los cuellos de botella poblacionales, vicarianza y migración. Recientemente se han desarrollado enfoques que integran la teoría de la coalescencia o historia genealógica de alelos e información distributiva que puede abordar con mayor precisión las funciones relativas de estas diferentes fuerzas históricas en la formación de los patrones actuales.

## Desarrollo
El término «filogeografía» fue utilizado primero por John Avise en su publicación de 1987 Intraspecific Phylogeography: The Mitochondrial DNA Bridge Between Population Genetics and Systematics (lit. Filogeografía intraespecífica: El puente de ADN mitocondrial entre la genética de poblaciones y la sistemática). La biogeografía histórica abordó cómo las condiciones geológicas, climáticas y ecológicas históricas influyeron en la distribución actual de las especies. Como parte de la biogeografía histórica, los investigadores habían estado evaluando las relaciones geográficas y evolutivas de los organismos años antes. Dos acontecimientos ocurridos durante los años 1960 y 1970 fueron particularmente importantes para sentar las bases de filogeografía moderna; el primero fue la difusión del pensamiento cladístico, y el segundo fue el desarrollo de la teoría de la tectónica de placas.
La escuela resultante de pensamiento fue la vicarianza biogeografía, lo que explicaba el origen de nuevos linajes a través de eventos geológicos como el distanciamiento de los continentes o la formación de ríos. Cuando una población (o especies) permanente se divide por un nuevo río o una nueva cadena montañosa (es decir, un evento de vicarianza), dos poblaciones (o especies) se crean. La paleogeografía, geología y paleoecología son los campos que suministran información en los análisis filogeográficos.
La filogeografía hace uso de la genética de poblaciones y la perspectiva filogenética sobre biogeografía. A mediados de la década de 1970, los análisis de genética de poblaciones retornaron a marcadores mitocondriales. El advenimiento de la reacción en cadena de la polimerasa (PCR), el proceso en el que millones de copias de un segmento de ADN pueden ser replicadas, fue crucial en el desarrollo de filogeografía.
Por medio de este avance, la información contenida en las secuencias de ADN mitocondrial era mucho más accesible. Los avances en ambos métodos de laboratorio (por ejemplo, tecnología de secuenciación de ADN capilar) permitieron secuencias de ADN y métodos computacionales más fáciles haciendo un mejor uso de los datos (por ejemplo, el empleo de la teoría de la coalescencia) han ayudado a mejorar la inferencia filogenética.
El trabajo de la filogeografía temprana ha sido recientemente criticado por su carácter narrativo y la falta de rigor estadístico (esto es, que no probó estadísticamente hipótesis alternativas). El único método real era el análisis de clados anidados de Alan Templeton, que hizo uso de una clave de inferencia para determinar la validez de un proceso dado en la explicación de la concordancia entre la distancia geográfica y la relación genética. Enfoques recientes han adoptado un criterio estadístico más fuerte que la filogeografía hizo inicialmente.
Ejemplo
El cambio climático, tal como los ciclos glaciales de hace 2 400 000 años, ha restringido periódicamente algunas especies en refugios disyuntos. Estos rangos restringidos pueden provocar cuellos de botella poblacionales que reducen la variación genética. Una vez que una inversión en el cambio climático permite la rápida migración de las zonas refugial, estas especies se propagan rápidamente hacia un hábitat recientemente disponible. Una serie de estudios empíricos encontraron patrones genéticos de ambas especies de animales y plantas que apoyan este escenario de refugios y expansión posglacial. Esto ha ocurrido tanto en los trópicos (en el que el principal efecto de la glaciación hace incrementar la aridez, es decir, la expansión de la sabana y la retracción de la selva tropical), así como las regiones templadas que fueron directamente influenciadas por los glaciares.

## Filogeografía y conservación
La filogeografía podría ayudar en la priorización de áreas de alto valor para la conservación. Los análisis filogeográficos también han desempeñado un papel importante en la definición de unidades evolutivas significativas (UES), una unidad de conservación por debajo del nivel de especie que se define ocasionalmente en patrones de distribución geográfico y genéticos mitocondriales únicos.
Un estudio reciente en los cangrejos de río amenazados en los montes Apalaches del este de Norteamérica demostró cómo los análisis filogenéticos, junto con la distribución geográfica, puede ayudar en el reconocimiento de las prioridades de conservación. Utilizando criterios filogeográficos, los autores encontraron que oculto dentro de lo que se cree que son una sola especie, de amplia distribución, una antigua especie y no detectadas hasta ahora también estuvo presente. Las decisiones de conservación se pueden hacer ahora para asegurar que ambos linajes recibieron protección. Resultados como este no son un resultado poco común de los estudios filogeográficos.
Un análisis de las salamandras del género Eurycea, también en los Apalaches, encontró que la taxonomía actual del grupo subestimada grandemente el nivel de la diversidad de la especie. Los autores de este estudio también encontraron que los patrones de diversidad filogeográficos estaban más asociados con las conexiones de drenaje históricas (en lugar de modernos), lo que indica que los principales cambios en los patrones de drenaje de la región tuvieron un papel importante en la generación de la diversidad de estas salamandras. Un conocimiento profundo de la estructura filogeográfica permitirá de esa forma decisiones informadas en la priorización de áreas para la conservación.

## Filogeografía comparada
El campo de la filogeografía comparada pretende explicar los mecanismos responsables de las relaciones y la distribución de las diferentes especies filogenéticas. Por ejemplo, las comparaciones entre múltiples taxones pueden aclarar las historias de las regiones biogeográficas. Por ejemplo, análisis filogeográficos de vertebrados terrestres en la península de Baja California y los peces marinos en ambos lados del Pacífico y del golfo de la península muestran patrones genéticos que sugieren un evento de vicarianza que afectó múltiples taxones durante el Pleistoceno o Plioceno.
La filogeografía también aporta una perspectiva histórica importante en la composición de la comunidad. La historia es relevante para la diversidad regional y local de dos maneras. Primero, el tamaño y la composición de las especies regionales agrupan los resultados de la balanza de especiación y extinción. Segundo, una composición de la comunidad local está influenciada por la interacción entre la extinción local de las poblaciones y la recolonización de las especies. Un planteamiento filogenético comparativo publicado en Australian Wet Tropics indica que los patrones regionales de distribución y diversidad de las especies están determinados en gran medida por las extinciones locales y recolonizaciones posteriores correspondientes a los ciclos climáticos.

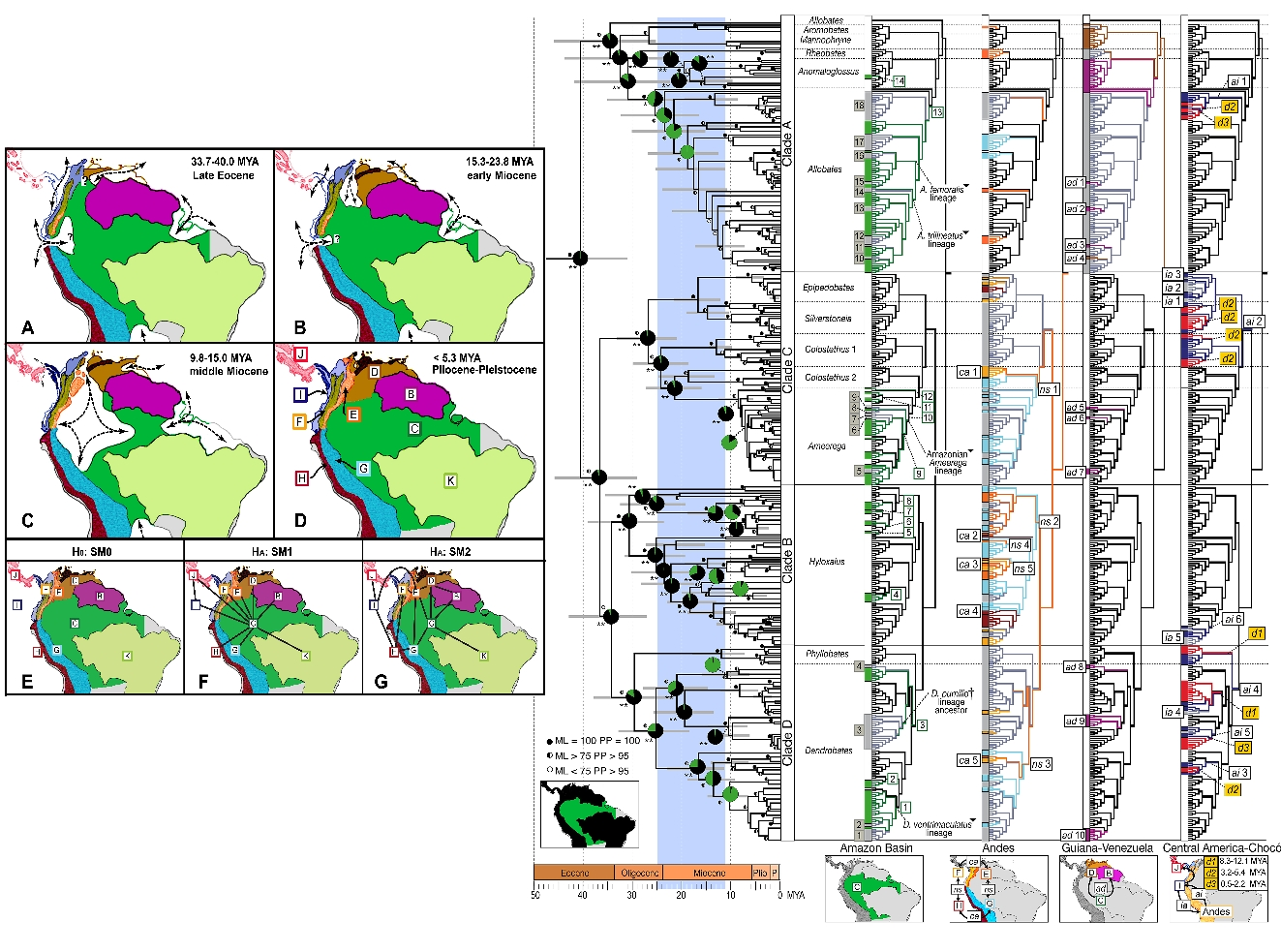
Estas cifras trazan la historia filogenética de las ranas punta de flecha en América del Sur.

La filogeografía integra la biogeografía y la genética para estudiar con mayor detalle la historia lineal de una especie en el contexto de la historia geoclimática del planeta. Un estudio de sobre una ejemplo de ranas punta de flecha que viven en el neotrópico de América del Sur (ilustrado a la izquierda) se utilizó para demostrar cómo filogeógrafos combinan genética y paleogeografía de reconstruir la historia ecológica de los organismos en su medio ambiente. Varios grandes eventos geoclimáticos han influido mucho en la distribución biogeográfica de los organismos en esa área, incluyendo el aislamiento y reconexión de América del Sur, la elevación de los Andes, unas extensas inundaciones en la cuenca amazónica durante el Mioceno, la formación de los drenajes del Orinoco y Amazonas y ciclos climáticos secos-húmedos desde el Plioceno al Pleistoceno. Con esta información paleogeográfica contextual (series paleogeográficas temporales que se observan en paneles A-D) los autores de este estudio propusieron una hipótesis nula que no asume ninguna estructura espacial y dos hipótesis alternativas que implican la dispersión y otras limitaciones biogeográficas (las hipótesis se muestran en los paneles E-G, catalogados como SMO, SM1 y SM2). Los filogeógrafos visitaron las distribuciones de cada especie de rana para obtener muestras de tejido requeridas en el análisis genético; los investigadores también pueden obtener muestras de tejido de colecciones en museos.
La historia y las relaciones entre las diferentes especies evolutivas de ranas punta de flecha se reconstruyen utilizando árboles filogenéticos derivados de los datos moleculares. Los árboles moleculares son asignados en relación con la historia paleogeográfica de la región para un estudio filogeográfico completo. El árbol que se muestra en el centro de la figura tiene sus longitudes de rama calibradas por un reloj molecular, con la barra de tiempo geológico expuesta en la parte inferior. El mismo árbol filogenético se duplica cuatro veces más para mostrar dónde se distribuye y se encuentra cada linaje (se ilustra en el recuadro mapas, incluyendo la cuenca del Amazonas, Andes, Guayana-Venezuela, Centroamérica-Chocó). La combinación de las técnicas utilizadas en este trabajo es un ejemplo de cómo los estudios más generalmente filogeográficos proceden y ensayan patrones de influencia común. Los datos paleogeográficos establecen registros de tiempo geológicas de los acontecimientos históricos que explican los patrones de ramificación en los árboles moleculares. Este estudio rechazó el modelo nulo y encontró que el origen de todas las especies de ranas punta de flecha amazónicas existentes derivan principalmente de catorce linajes que abandonaron sus respectivas áreas después de la cuenca de inundaciones del Mioceno retrocedió. Estudios filogeográficos de base regional de este tipo se repiten para diferentes especies como medio de prueba independiente. Los filogeógrafos encuentran patrones ampliamente concordantes y reiterados entre especies en la mayoría de las regiones del planeta debido a la influencia común de la historia paleoclimática.

## Filogeografía humana
La filogeografía también ha demostrado ser útil en la comprensión de los patrones de origen y dispersión de nuestra especie propia, Homo sapiens. Basados principalmente en la observación de restos de esqueletos de antiguos restos humanos y las estimaciones de su edad, los antropólogos proponen dos hipótesis opuestas sobre los orígenes humanos.
- La primera hipótesis se refiere como el con el modelo «fuera de África» con sustituto, que sostiene que, hace unos 100  000 años, la última expansión fuera de África dio lugar a los humanos modernos al desplazar todas las poblaciones de especies Homo anteriores en Eurasia, que fueron el resultado de una oleada anterior de emigración fuera del continente.
- El escenario multirregional afirma que los individuos de la reciente expansión fuera de África se entremezclaron genéticamente con las poblaciones humanas de emigraciones africanas más antiguas. Un estudio filogeográfico reveló una Eva mitocondrial que vivió en África hace 150 000 años, lo que proporcionó apoyo temprano para el modelo «fuera de África».[25]

Aunque este estudio tiene sus limitaciones, recibió atención significativa tanto en los círculos científicos y una audiencia más amplia. Un análisis filogeográfico más exhaustivo que utiliza diez genes diferentes en lugar de un solo marcador mitocondrial indicó que al menos dos grandes expansiones fuera de África después de la primera ampliación del área del Homo erectus jugaron un papel importante en la conformación de la reserva genética humana moderna y que el intercambio genético recurrente es dominante. Estos resultados demostraron firmemente el papel central de África en la evolución de los humanos modernos, pero también indicó que el modelo multirregional tenía cierta validez. Estos estudios han sido ampliamente suplantado por estudios genómicos de población que utilizan órdenes de magnitud con más datos.
Sin embargo, a la luz de estos datos recientes del proyecto 1000 genomas, el muestreo de bases de datos SNP de escala genómica a miles de personas a nivel mundial y las muestras tomadas de dos homínidos no Homo sapiens hominins (los neandertales y los homínidos de Denisova), el panorama de la evolución humana está ahora determinando e involucrando más la posible compleja mezcla entre homínidos neandertales y de Denisova, una mezcla con los homínidos africanos arcaicos, y la ampliación eurasiática en la región de Australasia que es anterior al nivel de la expansión africana.

## Filogeografía de los virus
Los virus poseen información necesaria para comprensión de la dinámica del cambio evolutivo, debido a su índice de mutación rápido y tiempo acelerado de generación. La filogeografía es una herramienta útil en la comprensión de los orígenes y la distribución de las diferentes cepas virales. El planteamiento filogeográfico se ha ido tomando para muchas enfermedades que amenazan la salud humana, incluyendo la fiebre del dengue, la rabia, la gripe y el VIH. Del mismo modo, un planteamiento filogeográfico probablemente jugaría un rol clave en el entendimiento de los vectores y la propagación de la gripe aviaria (HPAI H5N1), lo que demuestra la relevancia de la filogeografía al público en general.

## Filogeografía de idiomas
Análisis filogeográficos de lenguas antiguas y modernas se han utilizado para comprobar si las lenguas indoeuropeas se originaron en Anatolia o en las estepas de Asia Central. La evolución del lenguaje se modeló en términos de ganancia y pérdida de palabras afines en cada idioma con el tiempo, para producir un cladograma de lenguas relacionadas. Combinando estos datos con rangos geográficos conocidos de cada idioma producido, se concluyó con un fuerte apoyo a un origen en Anatolia hace aproximadamente 8000 a 9500 años.